# NIE
NIE – kadrowa organizacja wojskowa, której zadaniem było kontynuowanie walki o niepodległość Polski po wkroczeniu Armii Czerwonej. Nazwa może być tłumaczona na dwa sposoby – NIE jako skrót od słowa „Niepodległość” lub jako symbol sprzeciwu wobec ZSRR. Komendantem Głównym NIE został generał Leopold Okulicki, przyjmując pseudonim Niedźwiadek.
Idea NIE narodziła się w drugiej połowie 1943 w Polsce jako rozwinięcie instrukcji Rządu RP na uchodźstwie z 27 września 1943, przewidującej zachowanie konspiracji cywilnej w przypadku nienawiązania stosunków z ZSRR. Autorami koncepcji organizacyjnej i pierwszej wersji statutu byli wysocy oficerowie Armii Krajowej. Sama koncepcja NIE była konkretyzowana przy okazji wymiany depesz pomiędzy Komendantem Głównym AK gen. Tadeuszem Komorowskim, a Naczelnym Wodzem gen. Kazimierzem Sosnkowskim, dotyczących Akcji Burza.
Struktury NIE w terenie miały być rozbudowywane przez ściśle zakonspirowany sztab z płk. Augustem Emilem Fieldorfem – „Nilem” na czele. Przy doborze członków obowiązywały surowe kryteria – ścisła konspiracja i przede wszystkim nakaz zrywania kontaktów z AK.
Fieldorf został powołany do zadań organizacyjnych, zaś po ich zakończeniu miał zostać Szefem Sztabu Komendy Głównej NIE. Na stanowisko Komendanta organizacji przewidywany był natomiast przez Naczelnego Wodza gen. Leopold Okulicki „Niedźwiadek”. Po przerzuceniu do Polski (21/22 maja 1944) został 27 lipca 1944 Komendantem NIE (gen. Bór-Komorowski zapoznał go z wytycznymi gen. Sosnkowskiego oraz szczegółami misji „Nila” i stanem organizacyjnym NIE na Kresach Wschodnich).
Wybuch Powstania Warszawskiego i realizowana przez AK Akcja Burza spowodowały całkowitą dezorganizację struktur NIE i utratę łączności z terenami na wschód od linii frontu. Większość oficerów oddelegowanych do NIE wzięła udział w powstaniu, tym samym dekonspirując się i po kapitulacji musiała pójść do niewoli niemieckiej. Po upadku powstania gen. Okulicki powierzył gen. Fieldorfowi odbudowanie od podstaw struktur NIE.
Rząd RP na emigracji dowiedział się o ściśle tajnej koncepcji NIE dopiero po wrześniowej dymisji Naczelnego Wodza gen. Sosnkowskiego, choć jeszcze aż do grudnia 1944 nie znał zasięgu prac organizacyjnych. 22 listopada 1944 gen. Okulicki otrzymał wytyczne rządu w sprawie organizacji specjalnej sieci konspiracyjnej na Kresach Wschodnich. Rząd Mikołajczyka przewidywał rozwiązanie AK, a w kwestiach dotyczących formowania NIE polecono nawiązanie współpracy z Delegatem Rządu na Kraj Janem Stanisławem Jankowskim. W pierwszej dekadzie stycznia 1945 „Niedźwiadek” rozesłał wtajemniczonym politykom statut NIE, według którego organizacja miała mieć charakter apolityczny, głęboko zakonspirowany, o strukturze wojskowej z nadbudową polityczną po jednym reprezentancie stronnictw tzw. grubej czwórki (SP, SL-Roch, PPS-WRN oraz SN).
Do pierwszego zapewne spotkania kierownictwa wojskowo-politycznego NIE doszło w Krakowie 16 stycznia 1945 i uczestniczyli w nim gen. Okulicki, gen. Fieldorf, Delegat Jankowski oraz Stanisław Jasiukowicz.
Bezpośrednie działania NIE miała podjąć po rozwiązaniu Armii Krajowej 19 stycznia 1945. Organizacja została sparaliżowana po przypadkowym aresztowaniu gen. Emila Fieldorfa „Nila” (7 marca 1945) przez NKWD i zesłaniu go – nierozpoznanego – w głąb ZSRR oraz po aresztowaniu Komendanta Głównego NIE gen. Leopolda Okulickiego „Niedźwiadka” wraz z przywódcami Polskiego Państwa Podziemnego (27 marca 1945) i wywiezieniu do Moskwy, gdzie władze sowieckie wytoczyły im w czerwcu 1945 pokazowy „proces szesnastu”.
Osłabienie kierownictwa NIE wskutek aresztowania, niepodporządkowanie się szeregu dowództw AK nowej organizacji obok innych przyczyn spowodowało powołanie w jej miejsce 19 kwietnia 1945 r. Delegatury Sił Zbrojnych na Kraj (DSZ).
Kolejny komendant NIE – płk Antoni Sanojca w porozumieniu z dowódcą AK w likwidacji – płk. Janem Rzepeckim wystąpił do p.o. Naczelnego Wodza Polskich Sił Zbrojnych gen. Władysława Andersa o rozwiązanie NIE, co nastąpiło 7 maja 1945.
Organizacja NIE wedle swojego statutu była organizacją nastawioną przede wszystkim na działalność długoterminową. W bieżącej natomiast ograniczano się do samoobrony, propagandy, wywiadu i kontrwywiadu oraz badania nastrojów w Armii Czerwonej i Armii Ludowej. Nie przewidywano z kolei akcji dywersyjnych, ani działalności partyzanckiej.
Rozwiązanie NIE i powołanie w jej miejsce DSZ na Kraj świadczyło o rezygnacji przez Sztab Naczelnego Wodza z zamierzeń długofalowych na rzecz działań o charakterze wybitnie doraźnym.